# Плетников, Сергей Васильевич
Серге́й Васи́льевич Пле́тников (13 июля 1928 год — 12 ноября 2003 год) — советский и российский тренер по классической борьбе, мастер спорта СССР, отличник физической культуры, почетный гражданин города Амурска.

## Биография
Родился 13 июля 1928 года.
В 1949 году стал заниматься борьбой в зале Центрального Совета «Динамо» у тренера Климентия Иосифовича Буля. В 1951 году начал обучение у заслуженного тренера СССР Александра Алексеевича Борзова в спортивном обществе «Искра». Зал для занятий тяжелой атлетикой находился на московском Цветном бульваре. Сергей Плетников становился призёром открытого первенства Москвы, участвовал в первой Спартакиаде народов СССР. Становился чемпионом Московского военного округа. Тренировался вместе с олимпийскими чемпионами Борисом Гуревичем и Владимиром Беловым.
В 1959 году переехал в Комсомольск-на-Амуре, чтобы работать инструктором физической культуры и тренером по греко-римской борьбе. В 1964 году выполнил норматив мастера спорта СССР по гиревому спорту, стал чемпионом Хабаровского края. В 1967 году переехал в город Амурск для работы инструктором по физической культуре «Амурскстроя». Стал тренировать желающих обучаться борьбе. В период с 1972 по 1974 год был преподавателем физической культуры в ГПТУ-35. Студенты училища под руководством тренера стали чемпионами Хабаровского края по классической борьбе.
В 1974 году стал работать старшим инструктором по физической культуре на Амурской ЦКК. В 1976 году стал вести секцию по греко-римской борьбе в Дворце Спорта ЦКК. 12 учеников Сергея Плетникова выполнили норматив мастера спорта, свыше 50 учеников стали кандидатами в мастера спорта. Его подопечные выигрывали первенства Хабаровского края. Среди его учеников — Виталий Калякин, Вячеслав Владимирович Лаврухин, Геннадий Петров, Сергей Руппель, Александр Брандт, Николай Чекан, Александр Шабалдин, Виталий Акимович Збаразский, Игорь Николаевич Никифоров, Андрей Казачун, Александр Сурков, Руслан Корпусов, Александр Шабалдин, Александр Овсянников, Андрей Овсянников, Вадим Евстифеев, Владимир Валькман, Евгений Скупченко, Максим Наточин , Константин Филаретович Бакшеев, Степан Матвейчук. Степана Матвейчука пригласили заниматься в Школу олимпийского резерва в Ростове-на-Дону. На Первенстве мира в Иране он стал шестым. Побеждал на открытых чемпионатах Казахстана и Украины. Также среди его учеников — Юрий Фергисе. С Сергеем Авдеевым был знаком с детства, когда тот ещё был ребёнком.
В 2003 году Сергею Плетникову присвоено звание «Почётного гражданина города Амурска». Его именем назван городской турнир по греко-римской борьбе.
Скончался 12 ноября 2003 года.